# Jozef Hrdlička
Jozef Hrdlička (ur. 29 lipca 1977 w Żylinie) – słowacki polityk i parlamentarzysta. W latach 2002–2006 deputowany do Rady Narodowej. Od 25 listopada 2006 przewodniczący Komunistycznej Partii Słowacji.

## Życiorys
W 1995 ukończył liceum zawodowe w Trenczynie. W 2000 ukończył studia na Wydziale Humanistycznym Uniwersytetu Mateja Bela w Bańskiej Bystrzycy. Studiował także podyplomowo na Uniwersytecie Komeńskiego w Bratysławie oraz na Uniwersytecie Technicznym w Zwoleniu.
W latach 2001–2006 był zatrudniony w Muzeum Słowackiego Powstania Narodowego w Bańskiej Bystrzycy. Od 2015 pracuje w Muzeum Krajoznawczym w Hlohovecu.
W wyborach parlamentarnych w 2002 został wybrany deputowanym do Słowackiej Rady Narodowej z listy Komunistycznej Partii Słowacji. 25 listopada 2006 został wybrany na przewodniczącego KSS na nadzwyczajnym kongresie partii w Bratysławie. 6 września 2008 na regularnym posiedzeniu partii w Preszowie został ponownie wybrany na przewodniczącego.
W wyborach do Parlamentu Europejskiego w 2019 bez powodzenia kandydował z listy koalicji KSS i VZDOR.